# Ленінський район (АР Крим)
Єдикуйський райо́н (рос. Ленинский район, крим. Yedi Quyu rayonı) — колишній район Автономної Республіки Крим, зараз у складі Керченського району. Адміністративний центр — смт Леніне (зараз — селище Єди-Кую). Населення району становило 63 272 жителів (на 1.08.2012).
12 травня 2016 року Верховна Рада України перейменувала Ленінський район на Єдикуйський, постанова мала набути чинності після повернення тимчасово окупованої території Автономної Республіки Крим та міста Севастополя під загальну юрисдикцію України. Натомість район було ліквідовано 7 вересня 2023 року в рамках адміністративно-територіальної реформи.

## Загальні відомості
Розташований у східній частині Криму. Займає значну частину Керченського півострова, на півночі омивається Азовським, на півдні — Чорним морями. На крайньому північному заході виходить до Сивашу. Межує на Арабатській Стрілці з Херсонською областю (Генічеський район). На заході з  Іслямтерецьким районом та Феодосійською міськрадою, на сході — з м. Керч та Керченською протокою.
Населення — 63,3 тис. осіб, в тому числі: росіян — 61,4 %, українців — 17,1 %, кримських татар — 16,2 %, інших національностей — 5,3 %.

## Природні ресурси
Рельєф Керченського півострова поділяється на дві частини, розмежовані невисоким Парпацьким гребенем. Південно-західна частина — полого-хвиляста рівнина, одноманітний характер рельєфу якої перемежуєтся ізольованими висотами (Кончек, Дюрмень, грязьова сопка Джау-Тепе). Для північно-східної частини характерний хвилясто-грядковий рельєф із вапняковими гребенями, їх подекуди завершують горби з рифовими вапняками (рифовий мис Казантип). В улоговинах, які розділяють еліптичні за формою пасма, подекуди підносяться характерні для півострова сопки грязьових вулканів.
Корисні копалини району: залізняк, скляна сировина, облицювальні камені, керамзитова сировина. Мінеральні солі озера Сиваш і соляних озер (зокрема, Тобечицького і Узунларського) — важлива сировинна база хімічної промисловості.
У районі — декілька місць із запасами лікувальних грязей (озера Чокрак, Узунларське, Тобечицьке, Кояське), мінеральні грязі Булганацьких грязьових сопок багаті на метан і сірководнем. На території Ленінського району відкрито понад 150 мінеральних джерел, зокрема — Баксинські сірчановодневі джерела, група вуглекислих джерел «Сеїт-елі», сірчановодневе джерело «Каралар». Поширені каоліноподібні глини, відкриті родовища лікувальної блакитної глини.
Розробку нафтових родовищ вели українсько-канадська фірма «Кримтехаснефть» і вітчизняний «Чорноморнафтогаз». У 1999 році в Азовському морі відкрито крупне родовище газу — Північно-Казантипське.

## Транспорт
Територією району проходить автошлях E97.

## Історія
На початку ХХ ст. територія сучасного Єдикуйського району входила до складу Керч-Єнікальського градоначальства, Сараймінської, Петровської і Владиславівської волостей Феодосійського повіту Таврійської губернії Російської імперії.
Багатоетнічне населення Керченського півострова становило понад 40 тис. чоловік.
Радянська влада була встановлена тут у січні 1918 року, але незабаром війська Української національної армії та німецькі війська відновили українську незалежність на півострові. Однак у листопаді 1920 року частини Червоної армії вступили на територію півострова, радянська влада була встановлена на довгий термін.
У грудні 1920 року Петровська і Сараймінська волості разом із територією градоначальства одержали статус окремого повіту з центром у місті Керчі.
У січні 1921 року волості були ліквідовані, на їх місці утворилися Петровський (з липня 1921 року — Ленінський) і Керченський райони у складі повіту, який із жовтня 1921 року був перетворений на Керченський округ у складі Кримської АРСР.
У жовтні 1923 року округ реорганізований в Керченський район, а райони, що входили до складу округу, — ліквідовані.
У жовтні 1930 року район почав іменуватися Ленінським, а його центром стало с. Ленінське. Одночасно Ленінському району була передана частина територій району Феодосії.
Після закінчення військових дій 1918—1920 роках селяни одержали землю, окремі господарства об'єдналися в сільгоспартілі, комуни, суспільства. У колишніх економіях утворювалися радгоспи.
У 1925 році в районі налічувалося 16 артілей, у 1931-м — 94 колгоспи. У ході культурного будівництва відкривалися клуби, будинки-читальні, велася боротьба з неписьменністю. Разом із тим закривалися церкви і мечеті. Діяли національні школи і сільради у німців, болгар, євреїв.
Багатоетнічне населення Ленінського і Маяк-Салінського районів у 1939 році становило 51 630 осіб.
Бойові дії Другої світової війни на території Керченського півострова охопили період із 4 листопада 1941 року до 12 квітня 1944 року з двома періодами окупації (листопад — грудень 1941 року і травень 1942 — квітень 1944 року). Нацисти створили на території району 7 концтаборів. За період війни 16 населених пунктів були зруйновані, зникли з карти півострова.
1954 року у складі Кримської області був приєднаний до Української РСР.
З 1991 року — у складі незалежної України.
У березні 2014 року анексований Російською Федерацією.

## Адміністративний устрій
Район адміністративно-територіально поділяється на 1 міську раду, 2 селищні ради і 24 сільських рад, які підпорядковані Ленінській районній раді та об'єднують 68 населених пунктів.

## Населення
Розподіл населення за віком та статтю (2001)
| Стать | Всього | До 15 років | 15-24 | 25-44  | 45-64 | 65-85 | Понад 85 |
| --- | ------ | ----------- | ----- | ------ | ----- | ----- | -------- |
| Чоловіки | 32 667 | 6303        | 5409  | 9919   | 8087  | 2886  | 63       |
| Жінки | 36 962 | 5913        | 4923  | 10 198 | 9990  | 5591  | 347      |
| \| Статево-вікова піраміда \| Статево-вікова піраміда \| Статево-вікова піраміда \| \| ----------------------- \| ----------------------- \| ----------------------- \| \| Чоловіки \| Вік \| Жінки \| \| 63 \| 85 + \| 347 \| \| 130 \| 80-84 \| 520 \| \| 452 \| 75-79 \| 1238 \| \| 1046 \| 70-74 \| 1894 \| \| 1258 \| 65-69 \| 1939 \| \| 1960 \| 60-64 \| 2843 \| \| 1134 \| 55-59 \| 1504 \| \| 2205 \| 50-54 \| 2478 \| \| 2788 \| 45-49 \| 3165 \| \| 3104 \| 40-44 \| 3388 \| \| 2527 \| 35-39 \| 2606 \| \| 2012 \| 30-34 \| 2067 \| \| 2276 \| 25-29 \| 2137 \| \| 2576 \| 20-24 \| 2229 \| \| 2833 \| 15-20 \| 2694 \| \| 3007 \| 10-14 \| 2692 \| \| 1863 \| 5-9 \| 1798 \| \| 1433 \| 0-4 \| 1423 \| |        |             |       |        |       |       |          |
| Статево-вікова піраміда |        |             |       |        |       |       |          |
| Чоловіки | Вік    | Жінки       |       |        |       |       |          |
| 63 | 85 +   | 347         |       |        |       |       |          |
| 130 | 80-84  | 520         |       |        |       |       |          |
| 452 | 75-79  | 1238        |       |        |       |       |          |
| 1046 | 70-74  | 1894        |       |        |       |       |          |
| 1258 | 65-69  | 1939        |       |        |       |       |          |
| 1960 | 60-64  | 2843        |       |        |       |       |          |
| 1134 | 55-59  | 1504        |       |        |       |       |          |
| 2205 | 50-54  | 2478        |       |        |       |       |          |
| 2788 | 45-49  | 3165        |       |        |       |       |          |
| 3104 | 40-44  | 3388        |       |        |       |       |          |
| 2527 | 35-39  | 2606        |       |        |       |       |          |
| 2012 | 30-34  | 2067        |       |        |       |       |          |
| 2276 | 25-29  | 2137        |       |        |       |       |          |
| 2576 | 20-24  | 2229        |       |        |       |       |          |
| 2833 | 15-20  | 2694        |       |        |       |       |          |
| 3007 | 10-14  | 2692        |       |        |       |       |          |
| 1863 | 5-9    | 1798        |       |        |       |       |          |
| 1433 | 0-4    | 1423        |       |        |       |       |          |

Національний склад населення району за переписом 2001 р.
|                 | чисельність | частка, % |
| --------------- | ----------- | --------- |
| росіяни         | 38 168      | 54,8      |
| українці        | 15 950      | 22,9      |
| кримські татари | 10 784      | 15,5      |
| білоруси        | 892         | 1,3       |
| татари          | 324         | 0,5       |
| вірмени         | 311         | 0,4       |
| молдовани       | 205         | 0,3       |
| узбеки          | 132         | 0,2       |
| греки           | 124         | 0,2       |
| німці           | 110         | 0,2       |

Етномовний склад району (рідні мови населення за переписом 2001 р.)
|                           | російська | кримсько татарська | українська | білоруська | вірменська |
| Єдикуйський район         | 70,4      | 14,8               | 10,6       | 0,4        | 0,2        |
| ------------------------- | --------- | ------------------ | ---------- | ---------- | ---------- |
| м. Щолкіне                | 76,9      | 0,5                | 9,3        | 0,1        |            |
| смт Єди-Кую               | 74,7      | 13,2               | 9,0        | 0,4        | 0,2        |
| смт Багерове              | 79,5      | 8,9                | 9,3        | 1,0        | 0,1        |
| Останкінська сільрада     | 75,2      | 13,4               | 10,5       | 0,2        |            |
| Батальненська сільрада    | 65,5      | 23,0               | 8,7        | 0,3        | 0,9        |
| Бєлінська сільрада        | 69,9      | 18,1               | 10,4       |            |            |
| Виноградненська сільрада  | 44,5      | 33,0               | 21,0       | 0,1        |            |
| Войковська сільрада       | 67,8      | 23,3               | 6,4        | 0,6        |            |
| Глазівська сільрада       | 75,0      | 8,0                | 13,8       | 0,7        | 0,2        |
| Горностаївська сільрада   | 63,0      | 17,3               | 17,7       | 1,5        |            |
| Завітненська сільрада     | 76,3      | 9,4                | 13,1       | 0,3        | 0,1        |
| Іллічівська сільрада      | 54,3      | 31,4               | 13,2       | 0,2        | 0,3        |
| Калинівська сільрада      | 58,2      | 27,8               | 13,3       | 0,2        |            |
| Кіровська сільрада        | 64,7      | 25,5               | 5,8        |            |            |
| Красногірська сільрада    | 54,6      | 32,7               | 9,4        | 0,5        | 1,7        |
| Ленінська сільрада        | 78,2      | 13,8               | 6,8        | 0,2        | 0,1        |
| Лугівська сільрада        | 55,9      | 17,9               | 20,5       | 0,1        |            |
| Марфівська сільрада       | 72,8      | 17,7               | 7,7        | 0,2        | 0,2        |
| Мар'ївська сільрада       | 67,7      | 9,9                | 11,0       | 0,4        | 2,5        |
| Мисівська сільрада        | 82,4      | 2,2                | 14,7       | 0,3        |            |
| Новомиколаївська сільрада | 70,2      | 17,4               | 11,7       | 0,1        |            |
| Октябрська сільрада       | 70,7      | 14,0               | 11,8       | 0,1        | 2,7        |
| Приозернівська сільрада   | 71,8      | 17,2               | 8,7        | 0,5        | 0,1        |
| Семисотська сільрада      | 66,5      | 14,8               | 16,4       | 0,9        | 0,1        |
| Уварівська сільрада       | 69,2      | 14,3               | 14,9       | 0,2        | 0,8        |
| Челядінівська сільрада    | 86,0      | 5,7                | 6,2        | 0,1        | 1,5        |
| Чистопільська сільрада    | 54,9      | 33,1               | 9,6        | 0,4        | 0,2        |

## Соціальна сфера
Нині в районі функціонують 31 загальноосвітніх школи, професійно-технічне училище, економічний ліцей; 3 лікарні, 7 лікувальних амбулаторій, 46 фельдшерсько-акушерських пункти; 25 будинків культури, 6 клубів, 34 бібліотеки, школа мистецтв, 2 музичних школи, 3 спортивних федерації, 3 спортивних клуби, 2 ДЮСШ. У районі працюють Музей історії Ленінського району, етнографічний музей, 8 шкільних музеїв; чотири відділення банків. Зареєстровані 10 мусульманських і 19 православних релігійних об'єднання.
На території району розташовані: 4 пансіонати, 36 баз відпочинку, 6 дитячих оздоровчих таборів.
Пам'ятки архітектури: Арабатська фортеця (XIII—XVII ст.), Арабатська оборонна смуга (XVI—XVII ст.).

## Пам'ятки
У Єдикуйському районі Криму нараховується 115 пам'яток історії та монументального мистецтва, всі — місцевого значення.
Пам'ятки археології:
- Аккосів (Турецький) вал (I тис. до н. е.),
- курган Темир-гора (VII ст. до н. е.),
- городище Савроматій (II—III ст. н. е.),
- городище Кітей (IV ст. до н. е. — IV ст. н. е.),
- городище Акра (IV ст. до н. е. — I ст. н. е.),
- городище Куль-Тепе (I—IV ст. н. е.),
- городище Ілурат (I—III ст. н. е.),
- поселення Золоте (II—I ст. до н. е.),
- городище Кімерик (VI ст. до н. е. — IV ст. н. е.),
- городище Михайлівське (I ст. до н. е. — IV ст. н. е.),
- курган Куль-Оба, курган Кара-Оба,
- поселення Семенівка (III ст. до н. е. — III ст. н. е.).

У районі встановлені 27 пам'ятних знаків на честь загиблих односельців в роки Другої світової війни і 1 пам'ятний знак землякам воїнам-інтернаціоналістам.
У районі розташовані 5 рекреаційних зон: Арабатська стрілка, Казантипська затока, о. Чокрак, г. Опук, мис Чауда. Створені 2 природних заповідника.